# Señora tentación (álbum)
Señora tentación es el 15º álbum de Lucía Méndez, editado el año 1994. El sencillo que más destacó de esta grabación es "Señora tentación", tema principal de la telenovela homónima protagonizada por Lucía Méndez para Telemundo. El disco sirvió de banda sonora a la telenovela.

## Temas
1. Señora tentación (Big Band)
2. Humo en los ojos
3. Solamente una vez
4. Lágrimas de sangre
5. Cuando vuelvas
6. Noche de ronda
7. Pecadora
8. Rival
9. Piensa en mí
10. Arráncame la vida
11. Veracruz
12. Señora tentación (Combo)

- Todas las canciones compuestas por Agustín Lara.

## Créditos
- Producción: Julián Gil
- Co-Producción y asistencia de producción: Carlos Dattoli
- Arreglos y dirección musical: Julián Navarro